# Korea Railroad Research Institute
Le Korea Railroad Research Institute (KRRI) est un institut de recherche placé sous la direction du ministère de la Recherche de Corée du Sud, et dont l'objectif est de « contribuer au développement des industries publiques et commerciales par une R&D continue dans les domaines du chemin de fer, des transports publics, de la logistique et la diffusion de ses travaux ».

## Hyper-tube
L'hyper-tube est un projet de train supersonique développé par le KRRI.
En novembre 2020, l'agence annonce avoir fait atteindre à une maquette d'hyper-tube à l'échelle de 1/7 une vitesse de 1 019 km/h.